# Adele DeGarde
Adele DeGarde, all'anagrafe Adelaide De Gard, (New York, 3 maggio 1899 – New York, novembre 1972), è stata un'attrice statunitense, una delle prime attrici bambine del cinema muto, attiva in oltre 100 pellicole dal 1908 al 1918 (tra i 9 e i 19 anni d'età).

## Biografia
Nata a Brooklyn nel 1899, Adele DeGarde iniziò a recitare a nove anni, nel 1908, diretta da David W. Griffith in The Christmas Burglars, un film della Biograph in cui lavora accanto a Florence Lawrence e a Gladys Egan, una bimba che, a tre anni e al suo nono film, si poteva già definire una navigata professionista. Per Adele, il film con Griffith è, invece, l'inizio di una carriera che durerà dieci anni. In questo periodo, dal 1908 al 1918, Adele - prima bambina e poi adolescente - gira 114 film.
Adele DeGarde è dapprima, insieme a John Tansey e Gladys Egan, una delle baby star della Biograph, per la quale gira una quarantina di film, sempre diretta da David W. Griffith. Nel 1910, lavora una prima volta alla Vitagraph, dove recita in Over the Garden Wall insieme a Maurice Costello e a Florence Turner, due degli attori più famosi di quel periodo. Dopo l'uscita nelle sale di alcuni suoi altri film girati alla Biograph, passa definitivamente alla Vitagraph, dove resterà per tutto il resto della sua carriera, spesso lavorando in coppia con Kenneth Casey, altro attore bambino protagonista della Vitagraph. 
Al contrario di quanto avvenuto per altri attori o attrici bambine del periodo, la carriera di Adele DeGarde si protrae anche per tutta la sua adolescenza, ricevendo via via ruoli più appropriati alla sua crescita e partecipando anche a diversi lungometraggi.
Ritiratasi dal cinema a 19 anni, Adele DeGarde si sposò con Harry Jesperson da cui ebbe un figlio, Albert, detto Buddy.
Nel 1939, fu invitata a partecipare ad una speciale celebrazione a New York ("an Old Home Week at Ohrbach's") assieme ad un gruppo di star dei cinema muto tra cui anche Mae Murray e June Elvidge, in riconoscimento del ruolo da esse avuto nell'industria cinematografica newyorkese.
Morì a 73 anni a New York nel 1972.

## Riconoscimenti
- Young Hollywood Hall of Fame (1908-1919)

## Filmografia
La filmografia - secondo IMDb - è completa. Quando manca il nome del regista, questo non viene riportato nei titoli
- The Christmas Burglars, regia di David W. Griffith – cortometraggio (1908)
- One Touch of Nature, regia di David W. Griffith – cortometraggio (1909)
- The Golden Louis, regia di David W. Griffith – cortometraggio (1909)
- The Roue's Heart, regia di David W. Griffith – cortometraggio (1909)
- The Salvation Army Lass, regia di David W. Griffith – cortometraggio (1909)
- The Lure of the Gown, regia di David W. Griffith – cortometraggio (1909)
- I Did It, regia di David W. Griffith – cortometraggio (1909)
- The Voice of the Violin, regia di David W. Griffith – cortometraggio (1909)
- The Deception, regia di David W. Griffith – cortometraggio (1909)
- And a Little Child Shall Lead Them, regia di David W. Griffith – cortometraggio (1909)
- A Burglar's Mistake , regia di David W. Griffith – cortometraggio (1909)
- The Medicine Bottle, regia di David W. Griffith – cortometraggio (1909)
- A Drunkard's Reformation, regia di David W. Griffith – cortometraggio (1909)
- Twin Brothers, regia di David W. Griffith – cortometraggio (1909)
- Tis an Ill Wind That Blows No Good, regia di David W. Griffith – cortometraggio (1909)
- What Drink Did, regia di David W. Griffith – cortometraggio (1909)
- The Lonely Villa, regia di David W. Griffith – cortometraggio (1909)
- Il medico di campagna (The Country Doctor), regia di David W. Griffith – cortometraggio (1909)
- The Children's Friend, regia di David W. Griffith – cortometraggio (1909)
- A Fair Exchange, regia di David W. Griffith – cortometraggio (1909)
- Leather Stocking, regia di David W. Griffith – cortometraggio (1909)
- Wanted, a Child, regia di David W. Griffith – cortometraggio (1909)
- Pippa Passes; or, The Song of Conscience, regia di David W. Griffith – cortometraggio (1909)
- What's Your Hurry?, regia di David W. Griffith – cortometraggio (1909)
- The Open Gate, regia di David W. Griffith – cortometraggio (1909)
- In the Window Recess, regia di David W. Griffith – cortometraggio (1909)
- The Death Disc: A Story of the Cromwellian Period, regia di David W. Griffith – cortometraggio (1909)
- Through the Breakers, regia di David W. Griffith – cortometraggio (1909)
- In a Hempen Bag, regia di David W. Griffith – cortometraggio (1909)
- In Little Italy, regia di David W. Griffith – cortometraggio (1909)
- The Rocky Road, regia di David W. Griffith – cortometraggio (1910)
- The Last Deal, regia di David W. Griffith  – cortometraggio (1910)
- One Night and Then, regia di David W. Griffith  – cortometraggio (1910)
- Over the Garden Wall – cortometraggio (1910)
- A Life for a Life, regia di Edwin R. Phillips – cortometraggio (1910)
- Chew Chew Land; or, The Adventures of Dolly and Jim  – cortometraggio (1910)
- Little Angels of Luck, regia di David W. Griffith  – cortometraggio (1910)
- A Mohawk's Way, regia di David W. Griffith  – cortometraggio (1910)
- In Life's Cycle, regia di David W. Griffith  – cortometraggio (1910)
- Two Waifs and a Stray – cortometraggio (1910)
- Examination Day at School, regia di David W. Griffith  – cortometraggio (1910)
- The Iconoclast, regia di David W. Griffith  – cortometraggio (1910)
- The Children's Revolt – cortometraggio (1910)
- Jean Goes Fishing, regia di Laurence Trimble – cortometraggio (1910)
- A Tin-Type Romance – cortometraggio (1910)
- Jean and the Waif, regia di Laurence Trimble – cortometraggio (1910)
- His Trust: The Faithful Devotion and Self-Sacrifice of an Old Negro Servant, regia di David W. Griffith – cortometraggio (1911)
- His Trust Fulfilled, regia di David W. Griffith – cortometraggio (1911)
- Society and the Man, regia di J. Stuart Blackton – cortometraggio (1911)
- Consuming Love; or, St. Valentine's Day in Greenaway Land – cortometraggio (1911)
- Mammy's Ghost – cortometraggio (1911)
- Teaching Dad to Like Her, regia di David W. Griffith e Frank Powell – cortometraggio (1911)
- Billy's Valentine – cortometraggio (1911)
- The Derelict Reporter – cortometraggio (1911)
- Hungry Hearts; or, The Children of Social Favorites – cortometraggio (1911)
- Sunshine and Shadow – cortometraggio (1911)
- Barriers Burned Away – cortometraggio (1911)
- The Geranium, regia di Van Dyke Brooke – cortometraggio (1911)
- The Long Skirt – cortometraggio (1911)
- Cherry Blossoms – cortometraggio (1911)
- The Child Crusoes, regia di Van Dyke Brooke – cortometraggio (1911)
- Forgotten; or, An Answered Prayer, regia di Van Dyke Brooke – cortometraggio (1911)
- Carr's Regeneration – cortometraggio (1911)
- By Way of Mrs. Browning – cortometraggio (1911)
- The Trail of Books, regia di David W. Griffith – cortometraggio (1911)
- Suffer Little Children, regia di Charles Kent – cortometraggio (1911)
- Cuore d'avaro (The Miser's Heart), regia di David W. Griffith – cortometraggio (1911)
- The Voiceless Message, regia di William V. Ranous – cortometraggio (1911)
- Saving the Special, regia di William V. Ranous – cortometraggio (1911)
- The Voice of the Child, regia di David W. Griffith – cortometraggio (1911)
- A Doubly Desired Orphan – cortometraggio (1911)
- The Chocolate Revolver – cortometraggio (1912)
- The Five Senses – cortometraggio (1912)
- The Black Wall – cortometraggio (1912)
- The Old Silver Watch – cortometraggio (1912)
- The Governor Who Had a Heart – cortometraggio (1912)
- The Old Kent Road, regia di Van Dyke Brooke e Maurice Costello – cortometraggio (1912)
- The Man Under the Bed – cortometraggio (1912)
- The Light That Failed Vitagraph – cortometraggio (1912)
- Ingenuity – cortometraggio (1912)
- Vultures and Doves – cortometraggio (1912)
- The Mills of the Gods, regia di Ralph Ince – cortometraggio (1912)
- Three Girls and a Man, regia di Albert W. Hale – cortometraggio (1912)
- The Eavesdropper, regia di James Young – cortometraggio (1912)
- Thou Shalt Not Kill, regia di Hal Reid (1913)
- When Bobby Forgot, regia di Laurence Trimble – cortometraggio (1913)
- A Birthday Gift, regia di Charles Kent – cortometraggio (1913)
- Dick, the Dead Shot, regia di Van Dyke Brooke – cortometraggio (1913)
- The Only Veteran in Town, regia di Charles Kent – cortometraggio (1913)
- His House in Order; or, The Widower's Quest, regia di Wilfrid North – cortometraggio (1913)
- The Lion's Bride, regia di Frederick A. Thomson – cortometraggio (1913)
- Up in a Balloon, regia di James Young – cortometraggio (1913)
- Mr. Barnes of New York, regia di Maurice Costello e Robert Gaillard (1914)
- Buddy's First Call, regia di Tefft Johnson – cortometraggio (1914)
- Buddy's Downfall, regia di Tefft Johnson – cortometraggio (1914)
- A Pillar of Flame, regia di Van Dyke Brooke – cortometraggio (1915)
- Insuring Cutey, regia di Wally Van – cortometraggio (1915)
- Rags and the Girl, regia di Van Dyke Brooke – cortometraggio (1915)
- The Ruling Power, regia di Lionel Belmore – cortometraggio (1915)
- Saints and Sinners, regia di Van Dyke Brooke – cortometraggio (1915)
- Green Stockings, regia di Wilfrid North (1916)
- Tubby Turns the Tables, regia di Larry Semon – cortometraggio (1916)
- Myrtle the Manicurist, regia di Harry Davenport – cortometraggio (1916)
- A Caliph of the New Bagdad, regia di Van Dyke Brooke – cortometraggio (1916)
- His Dukeship, Mr. Jack – cortometraggio (1916)
- Kernell Nutt - serial cinematografico - 4 episodi (1916)
- Kernel Nutt Wins a Wife, regia di C.J.Williams – cortometraggio (1916)
- Lights of New York, regia di Van Dyke Brooke (1916)
- Kernel Nutt, the Footman, regia di C.J. Williams – cortometraggio (1916)
- Kernel Nutt and the Hundred Dollar Bill, regia di C.J. Williams – cortometraggio (1916)
- Kernel Nutt in Mexico, regia di C.J. Williams – cortometraggio (1916)
- Phantom Fortunes, regia di Paul Scardon (1916)
- Help! Help! Help!, regia di Larry Semon – cortometraggio (1916)
- Within the Law, regia di William P.S. Earle (1917)
- The Love Doctor, regia di Paul Scardon (1917)
- The Bottom of the Well, regia di John S. Robertson (1917)
- Whistling Dick's Christmas Stocking, regia di George Ridgwell – cortometraggio (1917)
- The Rathskeller and the Rose, regia di George Ridgwell – cortometraggio (1918)
- The Triumph of the Weak, regia di Tom Terriss (1918)
- The Purple Dress, regia di Martin Justice – cortometraggio (1918)
- The Enchanted Profile, regia di Martin Justice – cortometraggio (1918)
- The Girl and the Graft, regia di William P.S. Earle – cortometraggio (1918)